# ミレニアム・ベスト (工藤静香のアルバム)
『ミレニアム・ベスト』は、工藤静香の9枚目のベスト・アルバム。2000年3月15日発売。発売元はポニーキャニオン。

## 解説
うしろ髪ひかれ隊時代の楽曲を含めた工藤歌唱のシングルをリリース順に収録した、3枚組・全39曲入りベスト・アルバム。Disc-1が1987年から1989年、Disc-2が1990年から1993年、Disc-3が1994年から1999年までの作品を収録。工藤は本作がコンビニエンスストアで売られているのを見て初めて知ったことから、いわゆる非公認ベスト・アルバムであることが明らかになったが、工藤の公式サイトのディスコグラフィーには掲載されている。

## 収録曲
（★はうしろ髪ひかれ隊の楽曲）
| 全作曲・編曲: 後藤次利。 |                            |            |            |      |
| #                        | タイトル                   | 作詞       | 作曲・編曲 | 時間 |
| 1.                       | 「時の河を越えて ★」       | 秋元康     | 後藤次利   | 3:52 |
| 2.                       | 「あなたを知りたい ★」     | 秋元康     | 後藤次利   | 3:45 |
| 3.                       | 「禁断のテレパシー」       | 秋元康     | 後藤次利   | 3:47 |
| 4.                       | 「メビウスの恋人 ★」       | 秋元康     | 後藤次利   | 3:49 |
| 5.                       | 「again」                  | 秋元康     | 後藤次利   | 4:15 |
| 6.                       | 「ほらね、春が来た ★」     | 三浦徳子   | 後藤次利   | 4:07 |
| 7.                       | 「抱いてくれたらいいのに」 | 松井五郎   | 後藤次利   | 5:07 |
| 8.                       | 「ご期待下さい! ★」        | 秋元康     | 後藤次利   | 4:02 |
| 9.                       | 「FU-JI-TSU」              | 中島みゆき | 後藤次利   | 3:49 |
| 10.                      | 「MUGO・ん…色っぽい」      | 中島みゆき | 後藤次利   | 3:54 |
| 11.                      | 「恋一夜」                 | 松井五郎   | 後藤次利   | 4:32 |
| 12.                      | 「嵐の素顔」               | 三浦徳子   | 後藤次利   | 3:32 |
| 13.                      | 「黄砂に吹かれて」         | 中島みゆき | 後藤次利   | 3:49 |
| 合計時間:                | 合計時間:                  | 合計時間:  | 52:20      |      |

| 全作曲: 後藤次利。 |                                                              |            |            |                            |      |
| #                  | タイトル                                                     | 作詞       | 作曲・編曲 | 編曲                       | 時間 |
| 1.                 | 「くちびるから媚薬」                                         | 松井五郎   | 後藤次利   | Draw4                      | 3:56 |
| 2.                 | 「千流の雫」                                                 | 愛絵理     | 後藤次利   | Draw4                      | 4:43 |
| 3.                 | 「私について」                                               | 中島みゆき | 後藤次利   | Draw4                      | 4:08 |
| 4.                 | 「ぼやぼやできない」                                         | 松井五郎   | 後藤次利   | 後藤次利                   | 3:41 |
| 5.                 | 「Please」                                                   | 三浦徳子   | 後藤次利   | 後藤次利                   | 4:17 |
| 6.                 | 「メタモルフォーゼ」                                         | 松井五郎   | 後藤次利   | 後藤次利                   | 4:16 |
| 7.                 | 「めちゃくちゃに泣いてしまいたい」(ブラス・アレンジ: 門倉聡) | 松井五郎   | 後藤次利   | 後藤次利                   | 5:00 |
| 8.                 | 「うらはら」                                                 | 松井五郎   | 後藤次利   | 後藤次利                   | 4:54 |
| 9.                 | 「声を聴かせて」(ブラス・アレンジ: 門倉聡)                   | 松井五郎   | 後藤次利   | 後藤次利                   | 6:36 |
| 10.                | 「慟哭」                                                     | 中島みゆき | 後藤次利   | 後藤次利・高尾直樹         | 4:48 |
| 11.                | 「わたしはナイフ」                                           | 松井五郎   | 後藤次利   | 後藤次利・門倉聡・高尾直樹 | 4:26 |
| 12.                | 「あなたしかいないでしょ」                                   | 松井五郎   | 後藤次利   | 後藤次利・門倉聡・高尾直樹 | 6:24 |
| 合計時間:          | 合計時間:                                                    | 合計時間:  | 合計時間:  | 57:09                      |      |

| 全作詞: 愛絵理（特記以外）。 |                                  |                     |                            |          |      |
| #                            | タイトル                         | 作詞                | 作曲                       | 編曲     | 時間 |
| 1.                           | 「Blue Rose」                    | 愛絵理 （特記以外） | 都志見隆                   | 澤近泰輔 | 4:40 |
| 2.                           | 「Jaguar Line」                  | 愛絵理 （特記以外） | 尾関昌也                   | 羽田一郎 | 4:08 |
| 3.                           | 「Ice Rain」                     | 愛絵理 （特記以外） | 都志見隆                   | 門倉聡   | 6:02 |
| 4.                           | 「Moon Water」                   | 愛絵理 （特記以外） | 谷本新                     | 澤近泰輔 | 5:12 |
| 5.                           | 「7」                            | 愛絵理 （特記以外） | 松本俊明                   | 松浦晃久 | 5:46 |
| 6.                           | 「蝶」                           | 愛絵理 （特記以外） | 藤井尚之・愛絵理・松浦晃久 | 松浦晃久 | 5:09 |
| 7.                           | 「優」                           | 愛絵理 （特記以外） | 中崎英也                   | 中崎英也 | 4:53 |
| 8.                           | 「激情」(作詞: 中島みゆき)       | 愛絵理 （特記以外） | 中島みゆき                 | 瀬尾一三 | 4:38 |
| 9.                           | 「Blue Velvet」                  | 愛絵理 （特記以外） | はたけ                     | はたけ   | 3:55 |
| 10.                          | 「カーマスートラの伝説」         | 愛絵理 （特記以外） | はたけ                     | はたけ   | 4:53 |
| 11.                          | 「雪・月・花」(作詞: 中島みゆき) | 愛絵理 （特記以外） | 中島みゆき                 | 瀬尾一三 | 4:46 |
| 12.                          | 「きらら」(作詞: ЯK)             | 愛絵理 （特記以外） | ЯK                         | 澤近泰輔 | 4:52 |
| 13.                          | 「一瞬」(作詞: ЯK)               | 愛絵理 （特記以外） | ЯK                         | 澤近泰輔 | 4:48 |
| 14.                          | 「Blue Zone」                    | 愛絵理 （特記以外） | 都志見隆                   | 澤近泰輔 | 4:14 |
| 合計時間:                    | 合計時間:                        | 合計時間:           | 合計時間:                  | 67:56    |      |

### 楽曲解説

#### Disc-1（1987年〜1989年）
1. 時の河を越えて
  - うしろ髪ひかれ隊のデビューシングル、フジテレビ系アニメ『ハイスクール!奇面組』6代目オープニングテーマ
2. あなたを知りたい
  - うしろ髪ひかれ隊2ndシングル、フジテレビ系アニメ『ハイスクール!奇面組』7代目オープニングテーマ
3. 禁断のテレパシー
  - 工藤のソロデビューシングル、アルバム『ミステリアス』にも収録
4. メビウスの恋人
  - うしろ髪ひかれ隊3rdシングル、フジテレビ系アニメ『ついでにとんちんかん』初代エンディングテーマ
5. Again
  - 2ndシングル、フジテレビ系『桃色学園都市宣言!!』3代目エンディングテーマ、アルバム『ミステリアス』にも収録
6. ほらね、春が来た
  - うしろ髪ひかれ隊4thシングル、フジテレビ系アニメ『ついでにとんちんかん』2代目オープニングテーマ
7. 抱いてくれたらいいのに
  - 3rdシングル
8. ご期待下さい!
  - うしろ髪ひかれ隊5thシングル、フジテレビ系子供番組『ひらけ!ポンキッキ』オープニングテーマ
9. FU-JI-TSU
  - 4thシングル、ミニアルバム『静香』にも収録
10. MUGO・ん…色っぽい
  - 5thシングル
11. 恋一夜
  - 6thシングル、アルバム『JOY』にも収録
12. 嵐の素顔
  - 7thシングル
13. 黄砂に吹かれて
  - 8thシングル

#### Disc-2（1990年〜1993年）
1. くちびるから媚薬
  - 9thシングル、アルバム『rosette』にも収録
2. 千流の雫
  - 10thシングル、太陽誘電カセットテープ「That's」CMソング
3. 私について
  - 11thシングル
4. ぼやぼやできない]
  - 12thシングル、アルバム『mind Universe』にも収録
5. Please
  - 13thシングル
6. メタモルフォーゼ
  - 14thシングル、フジテレビ系ドラマ『なんだらまんだら』主題歌
7. めちゃくちゃに泣いてしまいたい
  - 15thシングル、アルバム『Trinity』にも収録
8. うらはら
  - 16thシングル
9. 声を聴かせて
  - 17thシングル、日本テレビ系ドラマ『教師夏休み物語』挿入歌、アルバム『Best of Ballade "Empathy"』にも収録
10. 慟哭
  - 18thシングル、フジテレビ系ドラマ『あの日に帰りたい』主題歌、アルバム『Rise me』にも収録
11. わたしはナイフ
  - 19thシングル
12. あなたしかいないでしょ
  - 20thシングル

#### Disc-3（1994年〜1999年）
1. Blue Rose
  - 21stシングル、アルバム『Expose』にも収録
2. Jaguar Line
  - 22ndシングル、アルバム『Expose』にも収録
3. Ice Rain
  - 23rdシングル、アルバム『Purple』にも収録
4. Moon Water
  - 24thシングル、アルバム『Purple』にも収録
5. 7
  - 25thシングル、日本テレビ系バラエティ番組『TVおじゃマンモス』エンディングテーマ、アルバム『doing』にも収録
6. 蝶
  - 26thシングル、たかの友梨ビューティークリニックCMソング、アルバム『doing』にも収録
7. 優
  - 27thシングル、東映系映画『極道の妻たち〜危険な賭け』主題歌
8. 激情
  - 28thシングル、フジテレビ系ドラマ『ゆずれない夜』主題歌、アルバム『DRESS』にも収録
9. Blue Velvet
  - 29thシングル、フジテレビ系アニメ『ドラゴンボールGT』エンディングテーマ、アルバム『I'm not』にも収録
10. カーマスートラの伝説
  - 30thシングル、アルバム『I'm not』にも収録
11. 雪・月・花
  - 31stシングル、フジテレビ系『金曜エンタテイメント』エンディングテーマ
12. きらら
  - 32ndシングル、フジテレビ系ドラマ『神様、もう少しだけ』挿入歌
13. 一瞬
  - 33rdシングル、アルバム初収録
14. Blue Zone
  - 34thシングル、東洋ゴム工業「トーヨータイヤ」CMソング、アルバム『Full of Love』にも収録